# إيدرييا
إيدرييا (بالإنجليزية: Idrija)‏ هي بلدة ومستوطنة تقع في سلوفينيا في Idrija Municipality. يقدر عدد سكانها بـ 5,878 نسمة ومساحتها 13.1 كم2 ووترتفع عن سطح البحر 334.5 متر.

## المدن التوأمة
مدينة ولاية سان لويس بوتوسي هي مدينة توأمة لـإيدرييا.

## أعلام
- بوروت بوزيتش